# Хърбърт Браун
 Хърбърт Чарлс Браун (на английски: Herbert Charles Brown) е американски химик, лауреат на Нобелова награда за химия от 1979 г. за работата му върху бороорганичните съединения.

## Биография
Браун е роден на 22 май 1912 г. като Хърбърт Броварник в Лондон в семейството на украински евреи, имигрирали от Житомир. Баща му е дърводелец. Семейството се премества в Чикаго през юни 1914 г. когато Хърбърт е на две години. Браун учи в колеж в Чикаго, когато се запознава със Сара Байлен, за която по-късно се жени. През 1935 г. се записва в Чикагския университет, който бързо завършва с бакалавърска степен по наука през 1936 г. Същата година става натурализиран американски гражданин. На 6 февруари 1937 г. се жени за Байлен, за която твърди, че е подбудила интереса му към хидридите на бора, което впоследствие става основна тема на работата, спечелила му Нобелова награда за химия през 1979 г. През 1938 г. получава докторска степен, пак от Чикагския университет.
След като не успява да си намери позиция в индустрията, той решава да приеме следдипломна позиция. С това започва академичната му кариера. През 1939 г. става преподавател в Чикагския университет и остава на тази служба в продължение на четири години, преди да започне работа като асистент в Уейнския университет в Детройт. През 1946 г. е повишен на доцент, а през 1947 г. става професор по неорганична химия в университета „Пърдю“.
През Втората световна война, докато работи с Херман Ървинг Шлесингер, Браун открива начин за получаване на натриев борохидрид (NaBH4), който може да се използва за произвеждане на борани, съединения на бор с водород. Работата му довежда до откриването на първия общ метод за добиване на асиметрични чисти енантиомери.
През 1969 г. е награден с Национален медал за наука. Браун бързо дава заслуги на жена си за това, че го е подкрепяла и го е оставяла да се фокусира върху науката, като се е грижила за семейните финанси, домакинска работа и т.н. Според Браун, след като получава Нобеловата награда в Стокхолм, той взема медала, а тя взема паричната награда от 100 000 щатски долара.
Хърбърт Браун умира на 19 декември 2004 г. в Лафайет, Индиана, след като претърпява инфаркт. Съпругата му умира на следващата година.

## Научна дейност
Като докторант в Чикагския университет Хърбърт Браун изучава реакциите на диборана (B2H6). Лабораторията на Херман Ървинг Шлесингер там е една от двете, в които се приготвя диборан. Това е рядко съединение, които се приготвя само в малки количества. Шлесингер изследва реакциите на диборана, за да разбере защо най-простото съединение на бор с водород е B2H6, а не BH3.
Когато Браун започва да провежда свои собствени изследвания, той наблюдава реакциите на диборан с алдехиди, кетони, естери и ацил хлориди. Той открива, че диборанът взаимодейства с алдехиди и кетони, при което се образуват диалкоксиборани, които се хидролизират до алкохоли. До този момент органичните химици не разполагат с приемлив метод за редуциране на карбонили при нормални условия. Въпреки това, докторската дисертация на Браун, публикувана през 1939 г., не получава особен интерес. Диборанът е твърде рядък, за да е полезен като синтетичен реактив.
През 1939 г. Браун става асистент в лабораторията на Шлесингер. Към 1940 г. те работят върху летливи ураниеви съединения с малко молекулно тегло. Двамата успешно синтезират летливия ураниев(IV) борохидрид, който има молекулно тегло 298. От лабораторията е поискано да предостави голямо количество от продукта за тестване, но диборанът е в недостиг. Те откриват, че той може да се получи чрез реагиране на литиев хидрид с борен трифлуорид в диетилов етер, което им позволява да произвеждат химикала в по-големи количества. Този успех също среща няколко нови проблема. Литиевият хидрид също е в недостиг, така че на Браун и Шлесингер се налага да намерят начин, който би им позволи да използват натриев хидрид вместо това. Те откриват, че натриев хидрид и триметил борат реагират, образувайки натриев триметоксиборохидрид, който е успешен заместител на литиевия хидрид.
Скоро двамата са информирани, че вече няма нужда от ураниев борохидрид, но изглежда, че натриевият борохидрид може да е полезен при производството на водород. Те започват да търсят начин за евтин синтез и откриват, че добавянето на триметил борат към натриев хидрид при 250° C образува натриев борохидрид и натриев метоксид. Когато се използва ацетон в опит да се отделят двата продукта, е открито, че натриевият борохидрид редуцира ацетона.
Когато Браун се премества в университета „Пърдю“ през 1947 г., той започва да работи по намирането на по-силни борохидриди и по-слаби алуминиеви хидриди, което би осигурило спектър от редуциращи агенти. Екипът учени открива, че променянето на металния йон на борохидрида на литий, магнезий или алуминий повишава редуциращата му способност.